# Salcedo (République dominicaine)
Pour les articles homonymes, voir Salcedo.
Salcedo est une ville du nord de la République dominicaine, capitale de la province de Hermanas Mirabal. Sa population est de 40 510 habitants (11 994 en zone urbaine et 28 516 en zone rurale).
Salcedo est située dans la vallée de Cibao.

## Histoire
La ville s'appelait jusqu'en 1896 Juana Núñez (certains pensent que c'était le nom d'une esclave dont les restes sont enterrés en la Catedral Primada de América, Santo Domingo) et à cette époque, elle faisait encore partie du district de Moca, dans la province de La Vega.
Le nom fut changé en Salcedo en l'honneur de Francisco Antonio Salcedo dit Tito (un héros de la bataille de Beller et un combattant qui se distingua lors de la guerre d'indépendance du pays).
Pendant le gouvernement du président Ulises Heureaux, la ville devient commune de la province d'Espaillat.
Salcedo s'est distingué pour sa participation aux luttes contre l'intervention des États-Unis en 1916 et contre Rafael Trujillo, grâce aux Sœurs Mirabal qui en étaient originaires. Leur meurtre, attribué au tyran, a renforcé le mouvement qui a provoqué la chute de la dictature. La maison des sœurs Mirabal, à Salcedo, a été transformée en musée historique, pour rappeler cette période de l'histoire dominicaine.
Salcedo est devenue capitale de sa province en 1952.

## Économie
En raison de la fertilité du sol autour de Salcedo, l'économie de la ville se base principalement sur le commerce des produits de l'industrie agraire. Les produits agricoles sont principalement la banane plantain, le café, le yucca et patate douce qui occupent la majeure partie des terres cultivables. Mais on y cultive aussi d'autres aliments comme l'agrume, le cacao et d'autres légumes comme le maïs, la banane, la noix de coco et le chou blanc.
Salcedo a une population active de 14 580 personnes parmi laquelle, seulement 10 584 personnes ont un travail, et 18 % des travailleurs, soit 1 943 personnes, sont employées dans le secteur public.

## Jumelage
- Atlanta (États-Unis)

## Personnalités
- Julissa Reynoso (1975 -): ambassadrice des États-Unis.